# F. E. J. Fry
Frederick Ernest Joseph Fry (17 de abril de 1908-22 de mayo de 1989) fue un ictiólogo y ecologista canadiense.

## Biografía
Fry nació en la ciudad inglesa de Woking, el 17 de abril de 1908 y sus padres fueron Ernest y Mabel Fry. Su familia emigró a Canadá en 1912, y después de la Primera Guerra Mundial se estableció en Toronto. Fry asistió a la Universidad de Toronto, donde obtuvo un Bachelor of Arts (1933), una maestría (1935), y un doctorado (1936). Fue profesor de la Universidad de Toronto en 1938. Durante la Segunda Guerra Mundial Fry sirvió en la Real Fuerza Aérea Canadiense desde 1941 hasta 1945, donde trabajó en la parte de medicina aeroespacial. Después de la guerra, Fry regresó a la Universidad de Toronto como profesor asistente en 1945, y se convirtió en profesor de zoología en 1956, cargo que desempeñó hasta su jubilación en 1973.
Una de sus primeras investigaciones fue un estudio de campo a largo plazo de peces del lago Opeongo, en el parque provincial Algonquin. En un extenso documento de 1949, Fry desarrolló un análisis «poblacional virtual» que sirvió como base para comprender los efectos de la pesca en las poblaciones de peces, un método que 50 años después seguiría siendo la principal forma para determinar el total de capturas permitidas en el manejo pesquero.
Fue conocido por sus primeras investigaciones en ecofisiología y dinámica de poblaciones en peces. A finales de 1940, se convirtió en el primer científico en describir cómo los factores ambientales afectan la actividad de los peces. Fue becario en Guggenheim en 1959 y fue presidente de varias organizaciones, entre ellas la Asociación para las Ciencias de la Limnología y la Oceanografía (1951), American Fisheries Society (1966) y el Instituto Americano de Biólogos de Investigación Pesquera (1972).